# Bertil Tideström

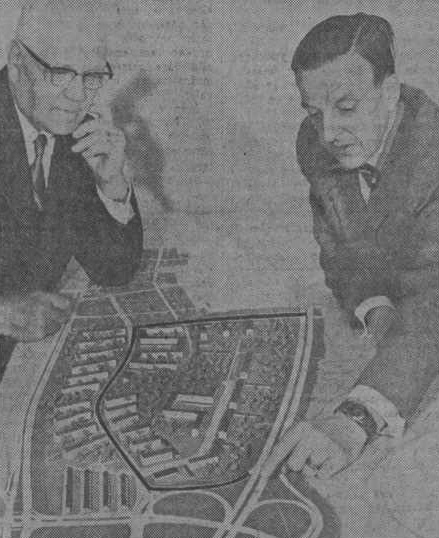
David Johannson och Bertil Tideström med modell av bostadsområdet Klockartorpet i Västerås

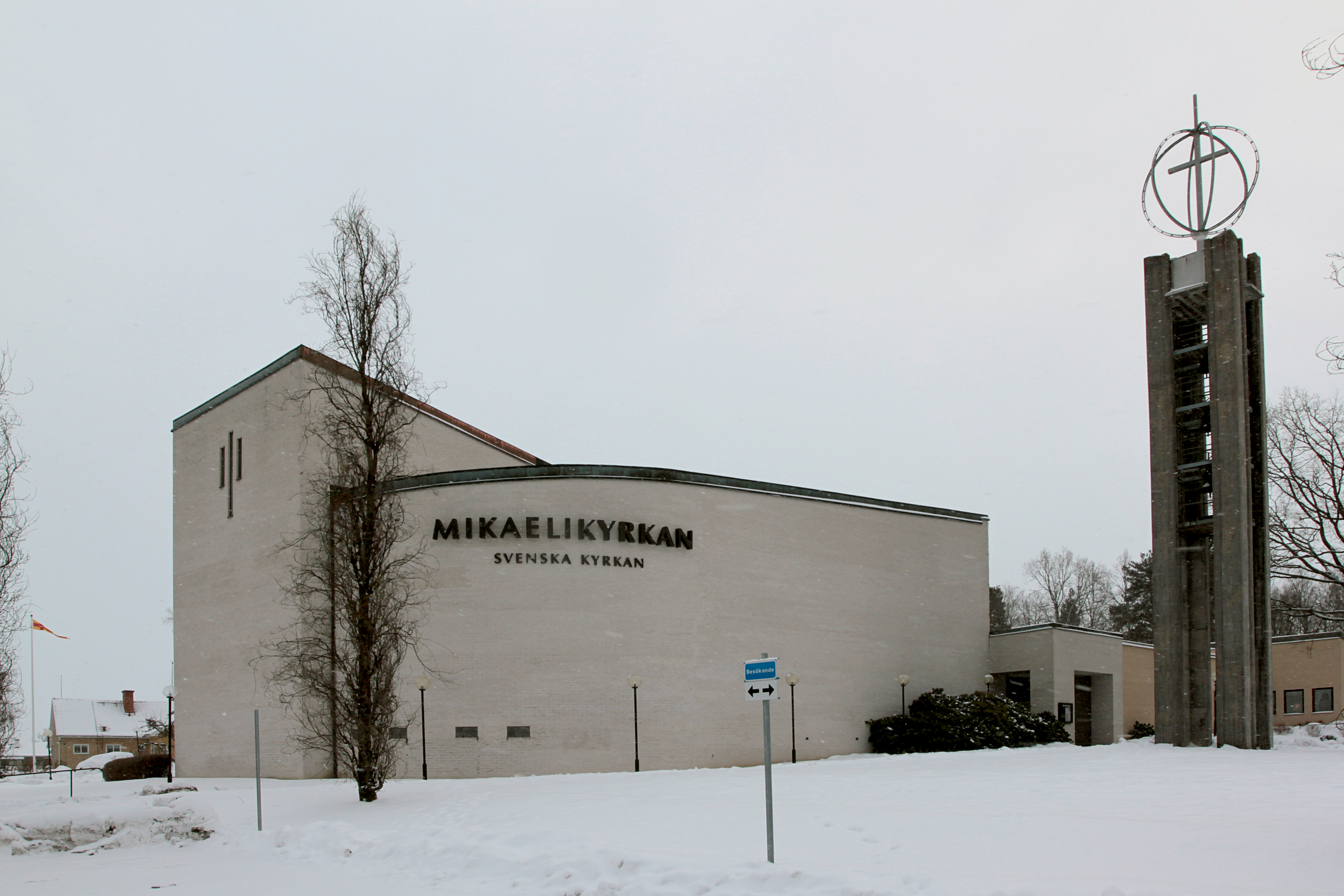
Mikaelikyrkan i Västerås (tillsammans med Gösta Ekroth, 1966)

Erik Bertil Tore Tideström, född 28 februari 1912 i Hedemora, död 14 mars 2005 i Västerås, var en svensk arkitekt. Han var bror till Gunnar Tideström och far till Ann-Katrin Tideström.
Tideström, som var son till kontraktsprost Hjalmar Tideström och Alma Eriksson, avlade studentexamen i Falun 1931 och utexaminerades från Kungliga Tekniska högskolan 1938. Han anställdes på Mauritz Dahlbergs arkitektkontor 1938, på länsarkitektkontoret i Uppsala 1939, på HSB:s stadsplanebyrå 1941, blev assistent på länsarkitektkontoret i Örebro 1943, byråarkitekt på Stockholm stads stadsplanekontor 1945, stadsplanearkitekt i Västerås 1947 och var generalplanearkitekt på Västerås stads stadsbyggnadskontor från 1963.
Tideström ritade bland annat bostadsområdena Skallberget, Gideonsberg, Skiljebo och Malmaberg samt ombyggnaden av Västerås centrum.